# Барнім (Західнопоморське воєводство)
Барнім (пол. Barnim, нім. Barnimskunow) — село в Польщі, у гміні Варниці Пижицького повіту Західнопоморського воєводства.
Населення — 640 осіб (2011).
У 1975-1998 роках село належало до Щецинського воєводства.

## Демографія
Демографічна структура станом на 31 березня 2011 року:
|          | Загалом | Допрацездатний вік | Працездатний вік | Постпрацездатний вік |
| -------- | ------- | ------------------ | ---------------- | -------------------- |
| Чоловіки | 320     | 73                 | 229              | 18                   |
| Жінки    | 320     | 75                 | 187              | 58                   |
| Разом    | 640     | 148                | 416              | 76                   |